# Dəliməmmədli
Dəliməmmədli – miasto w północnym Azerbejdżanie, w rejonie Goranboy. Populacja wynosi 5,6 tys. osób (2022).